# Marcel Wilke
Marcel Wilke (* 26. Juni 1989 in Plauen) ist ein deutscher Fußballspieler.

## Karriere
Marcel Wilke begann mit dem Fußballspielen in seiner Geburtsstadt Plauen beim 1. FC Wacker und wechselte in der E-Jugend zum größeren VFC Plauen. Als er 17 Jahre alt war, holte ihn der Chemnitzer FC in seine Jugend. Dort spielte er zwei Jahre in der U-19 in der A-Junioren-Bundesliga und bekam in der Saison 2007/08 seinen ersten Einsatz in der Seniorenmannschaft in der Fußball-Oberliga Nordost.
Die Erste Mannschaft des CFC qualifizierte sich nach der Liganeustrukturierung für die Regionalliga Nord. Der Defensivspieler Wilke wurde nach dem Wechsel in den Seniorenbereich  sofort Stammspieler und kam 29-mal zum Einsatz. In der nächsten Saison nach dem 4. Spieltag zog sich Wilke eine Fußprellung zu, die sich als langwierige Verletzung herausstellte und ihn den Rest der Hinrunde kostete. Außerdem traf er zweimal in dieser Spielzeit ins eigene Tor. Die Saison 2010/11, die er durchgängig als Stammspieler bestritt, endete mit der Meisterschaft und dem Aufstieg seiner Mannschaft. Ab 2011 stand Wilke in einer Profiliga im Aufgebot und bestritt am 1. Spieltag der 3. Liga seine erste Partie. Mit dem Aufsteiger aus Chemnitz gelang ihm 2011/12 der Klassenerhalt.
Im Sommer 2013 wechselte er in die Regionalliga Südwest zu den Kickers Offenbach. Nach dem Ende seines Vertrages im Sommer 2015 und kurzer Vereinslosigkeit schloss er sich im Dezember 2015 den Hessenligisten FC Bayern Alzenau an. Mit seinem Verein stieg er am Ende der Saison 2018/19 in die Regionalliga auf.

## Erfolge
- Aufstieg in die 3. Liga 2011 mit dem Chemnitzer FC
- Qualifikation für die Regionalliga Nord 2008 mit dem Chemnitzer FC
- Aufstieg in die Regionalliga Südwest 2019 mit dem FC Bayern Alzenau